# Zwartgespoorde houtmetselbij
De zwartgespoorde houtmetselbij (Hoplitis leucomelana) is een vliesvleugelig insect uit de familie Megachilidae. De wetenschappelijke naam van de soort is voor het eerst geldig gepubliceerd in 1802 door Kirby.